# Horst Stern

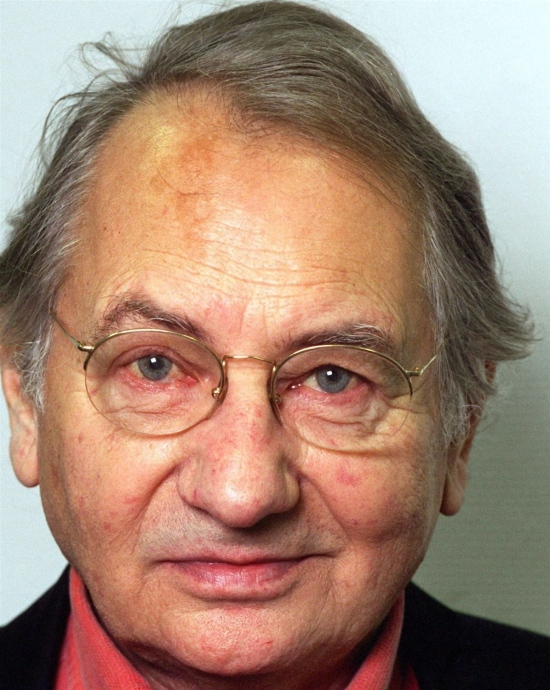
Horst Stern (1997)

Horst Stern (geboren am 24. Oktober 1922 in Stettin; gestorben am 17. Januar 2019 nahe Passau) war ein deutscher Wissenschaftsjournalist, Filmemacher, Schriftsteller und Kolumnist.
Stern war Chefredakteur und Herausgeber mehrerer Zeitschriften und Autor zahlreicher Essays und Bücher über die heimische Tierwelt und den Umweltschutz. In den 1970er Jahren schuf er als Drehbuchautor, Regisseur und Moderator die Dokumentarfilmserie Sterns Stunde für das Erste Deutsche Fernsehen. Im Rahmen seines Engagements für den Umweltschutz war er 1975 ein Mitbegründer des Bundes für Umwelt und Naturschutz Deutschland, beteiligte sich 1982 daran, die Deutsche Umweltstiftung ins Leben zu rufen, und war 1988 Mitinitiator und Teilnehmer an der Gründungsversammlung des Ökologischen Jagdvereins Bayern e. V. (ÖJV Bayern). 1984 zog er sich aus seiner journalistischen Arbeit zurück und wanderte nach Irland aus. Dort verfasste er in den 1980er- und den 1990er-Jahren Romane und Kurzgeschichten. Sein biografischer Roman Mann aus Apulien wurde ein Bestseller. Der Schriftsteller Stern war Mitglied im PEN-Zentrum Deutschland. Nach seiner Rückkehr nach Deutschland im Jahr 2000 lebte er in Passau.

## Leben und Werk

### Jugend
Über die frühe Zeit des Lebens von Horst Stern ist ebenso wenig bekannt wie über sein Privatleben. Ludwig Fischer gab im Jahr 1997 unter dem Titel Unerledigte Einsichten ein Buch über den Journalisten und Schriftsteller heraus. Ein Jahr später wurde in der Reihe Zeugen des Jahrhunderts im Projekt Gedächtnis der Nation ein Zeitzeugeninterview veröffentlicht, das Thomas Hocke mit ihm geführt hatte. Buch und Interview gaben der Öffentlichkeit zahlreiche Hintergrundinformationen insbesondere über die Entstehungsgeschichten seiner zahlreichen publizistischen Projekte.
Horst Stern wurde vier Jahre nach dem Ende des Ersten Weltkrieges in Hinterpommern geboren und wuchs zunächst dort bei seiner Mutter auf. Seinen Vater habe er nie kennengelernt, weil sich die Mutter bald wieder scheiden ließ. Auch habe sie – eine „schlichte Frau“, deren Vater Schmied war – nie mit ihm „über diesen Mann“ gesprochen.
Nach Besuch der Grundschule sei er auf das humanistische Gymnasium in Gollnow gekommen. Vier Jahre später heiratete die Mutter erneut und zog mit Mann und Kind nach Berlin. Dort besuchte Stern eine Oberrealschule. Weil die Familie in wirtschaftlich beengten Verhältnissen lebte und er „sehr gute Leistungen in der Schule erbracht“ habe, habe er ein Stipendium erhalten.
Ursprünglich an den Fächern Physik, Chemie und Mathematik interessiert, wandte Stern sich später hauptsächlich den Fächern Deutsch und Geschichte zu. Klagen der Lehrer über sein Nachlassen in anderen Fächern scherten ihn nicht. Das Stipendium wurde gestrichen, was den Schulbesuch „schwierig“ machte. Zudem war Stern „schulmüde“ geworden. So wurde er 1938 mit der mittleren Reife von der Schule genommen. Was er „da wegwarf“, sei ihm damals nicht bewusst gewesen. Im selben Jahr begann er auf Anraten seines Stiefvaters eine Banklehre.

### Krieg und Gefangenschaft
Nach Beginn des Zweiten Weltkrieges wurde Stern zum Reichsarbeitsdienst eingezogen. Von dort hätte er zu den Sturmpionieren übernommen werden sollen. Das wollte er nicht und weil die Fallschirmtruppen große Verluste gehabt und, wie Stern es nannte, „neues Menschenmaterial“ gebraucht hätten, sei er dem Ruf nach Freiwilligen gefolgt. Er spreche nicht gern über seine Kriegserlebnisse und auch, wenn es einem „wortgewandten Menschen nicht schwer“ falle, „sie im Nachhinein aufzuhöhen und ihnen wichtige Entscheidungseigenschaften beizumessen“, wolle er das nicht, „weil es nicht stimmt“. Er habe „unglaublich grausame Dinge gesehen“, möge es aber „nicht deuten“. Was ihm der Krieg eingebracht habe, seien ein „anhaltender Horror und eine Abneigung vor Gewalt“.
Als Fallschirmjäger wurde er unter anderem in Nordafrika eingesetzt. Schließlich geriet er auf Umwegen in amerikanische Kriegsgefangenschaft und wurde in das Lager Breckinridge in die USA verbracht. Anders als in anderen Lagern seien er und seine Mitgefangenen „niemals demokratisch indoktriniert“ worden. Stattdessen hätten sie „alle Möglichkeiten“ erhalten, sich „zu bilden“. Die Universitäten seien für jene, „die des Englischen einigermaßen mächtig waren“, geöffnet worden, sie hätten „Bücher kaufen“ und sich „Grammophone besorgen“ dürfen. Auch habe es eine Bibliothek gegeben. Stern habe, weil er „ganz gut Englisch konnte, in dieser Zeit als Dolmetscher gearbeitet“, weil „Leute gesucht“ worden waren, „die vermitteln konnten zwischen den Amerikanern und den Gefangenen“. Schließlich habe er an der Universität Chicago ein Fernstudium begonnen und es mit dem Geld, das er als Dolmetscher verdiente, bezahlen können. Die gewählten Fächer – angelsächsisches Recht und Literatur – hätten ihn weniger interessiert, aber er wollte sein Englisch „vervollkommnen“, denn er rechnete damit, es könnte später, nach seiner Rückkehr, in Deutschland nützlich sein.
Als er 1948 aus der Gefangenschaft entlassen wurde, gehörte seine Geburtsstadt Stettin zu Polen und so ging er zunächst nach Berlin. Da sei „niemand mehr“ gewesen, den er noch kannte. Die Mutter habe in Hamburg gewohnt. Er aber sei nach Süddeutschland gegangen, weil dort Fritz Grube lebte, ein Architekt, den er aus der Gefangenschaft kannte. Der habe ihn mit „nach Ludwigsburg zur Militärregierung“ genommen.

### Beruflicher Werdegang
Nach seiner Rückkehr nach Deutschland war Stern zunächst als „Dolmetscher der US Army in Ludwigsburg“ tätig. Durch seine Arbeit am dortigen Militärgericht war er in Kontakt mit Journalisten gekommen und habe schließlich den Wunsch entwickelt, selbst zu schreiben. Dieser Wunsch hatte nicht nur, aber auch damit zu tun, dass ihm klar war, seine Dolmetschertätigkeit würde auf Dauer keine Zukunft haben können. Zunächst wurde er Gerichtsreporter bei den Stuttgarter Nachrichten. Bei diesem Wechsel in den Journalismus kam ihm ein Zufall zu Hilfe. Ein Verfahren beim Militärgericht, das im Jahr 1950 „große Aufmerksamkeit“ erregt hatte, war für die meisten deutschen Journalisten schwer zu verstehen. Stern dagegen kamen nicht nur seine Englischkenntnisse zugute, sondern auch sein Studium des angelsächsischen Rechts und die fast dreijährige Erfahrung bei diesem Gericht, so dass er mehr als andere etwas von der schwierigen „Prozeßmaterie verstand“. Deshalb seien, so behauptete Stern, die Stuttgarter Nachrichten „für die ganze Dauer des Prozesses das einzige Blatt“ gewesen, das als „verläßlich […] in der Berichterstattung“ galt. Von nun an schrieb er für diese Tageszeitung „jahrelang Gerichtsberichte“.
In seiner Redaktion begegnete Stern Wolfgang Bechtle. Mit ihm freundete er sich an und begann, dessen Interesse an der Tierwelt zu teilen. Wie Bechtle baute er sich ein Gehege, in dem er sich „einheimische Tiere“ hielt. Deren Verhalten konnte er dadurch in Ruhe studieren, achtete aber darauf, „sie nicht an sich zu binden und als Schmusetier zu missbrauchen“. Diese von Bechtle begleiteten Anfänge wurden bestimmend für seinen weiteren Lebensweg. Seitdem stritt er sein ganzes Berufsleben lang mit verschiedenen Mitteln „gegen Wald- und Artensterben, gegen Massentierhaltung und Gentechnik“.
1955 verließ Stern die Stuttgarter Nachrichten, ausgelöst durch einen Eklat, über den Stern 1998 im Zeitzeugeninterview ausführlich berichtete. Es sei „eigentlich eine Lappalie“ gewesen, aber er konnte sich über die Publikation einer von ihm recherchierten Geschichte gegen seinen Chefredakteur nicht durchsetzen, verlor die Beherrschung und kündigte.
Danach wurde er bei dem Familienunternehmen des Delius Klasing Verlages Redaktionsberater und betreute in verschiedenen Funktionen mehrere Zeitschriften. Der Verlag gab Fachzeitschriften heraus. Deren Problem sah Stern 1997 darin, dass „dort unter Umständen sehr gute Fachleute“ seien, doch „die guten Journalisten“ seien „anderswo“. Weil damals auch in den Fachzeitschriften „guter Journalismus wichtiger wurde“ und Stern sich inzwischen einen Namen gemacht hatte, wurde er eingesetzt, wenn andere Chefredakteure „scheiterten“.
Stern habe, so Ludwig Fischer 1997, seine „journalistische Arbeit immer wieder sozusagen am eigenen Leib erprobt“. Er habe Tiere gehalten, wenn er über Tiere schrieb, sei segeln gewesen, als er die „Yacht gemacht“ habe, und habe „das Reiten von der Pike auf gelernt, um die Reitlehre zu schreiben“. Und als er anfing, über „Ökologie zu schreiben“, hatte er „sieben Jahre lang […] die Stelle eines Naturschutzbeauftragten wahrgenommen“. In der Naturwissenschaft wähnte Stern „die neue Religion“ – „und ich habe verdammt noch mal Recht behalten damit“, polterte er zwanzig Jahre später. In den 1970er Jahren sei „das öffentliche Leben noch nicht so von Wissenschaft durchdrungen“ gewesen.
In den 1960er Jahren machte er Radio: Für den Südfunk Stuttgart schrieb er mehr als 50 Schulfunksendungen über Tiere. Bereits in seiner ersten Hörfunksendung warnte er „vor falsch verstandener Tierliebe“. Horst Jaedicke, Fernsehdirektor des Südfunks, versuchte Stern, den er schon lange kannte, für das Fernsehen zu gewinnen. Sein erster Versuch scheiterte, weil er Stern gebeten hatte, eine 13-teilige Serie über Tiere im Berliner Zoo zu machen, was dieser empört ablehnte. Ein Jahr später versuchte Jaedicke es wieder, habe aber stets „mehr Unterhaltung“ haben wollen, während Stern auf „mehr Wissenschaft“ bestand. Die Bemühungen Jaedickes, Stern „ins Fernsehen zu holen“ hätten sich über fünf Jahre hingezogen. Schließlich habe man sich geeinigt auf „ein, zwei Tiersendungen“. Aufgrund des Erfolges wurde daraus eine eigene Serie.

### Sterns Stunde
Mit der nach ihm benannten Fernsehserie Sterns Stunde, für die er das Drehbuch schrieb und Regie führte, hat Stern „Fernsehgeschichte“ geschrieben. Die Serie wurde zwischen 1970 und 1979 mit über 20 Episoden vom Süddeutschen Rundfunk produziert und hauptsächlich in den Programmen der ARD ausgestrahlt. Sie sollte in ihrem maßgeblich von Stern geprägten Charakter den damals üblichen, eher unterhaltenden denn aufklärenden Serien von Tier- und Naturfilmen etwas entgegensetzen und hatte sich zum „Markenzeichen für den kritischen Tierfilm“ entwickelt.
Zu den Besonderheiten seiner Sendung gehörte die Tatsache, dass Stern ausnahmslos aus der heimischen Tierwelt berichtete. Stets griff er unliebsame Themen auf, wie – aus seiner Sicht – falsch verstandene Tierliebe, Fehler bei der Tierhaltung und -pflege, Tierversuche oder gar Tierquälerei bei der Nutztierhaltung. Er befasste sich mit Tieren, die ungewöhnlichen Lebensumständen ausgesetzt waren, wie Zirkuspferde und versuchte, wie mit seinem Zweiteiler über die Spinnen, Vorurteilen zu begegnen. Doch seine „Tiersendungen verstören“ auch, „weil sie Tiere nicht nach menschlichem Renditedenken bewerten oder nach ihren Kuschelqualitäten, sondern weil Stern Tiere konsequent als Teil der Natur“ verstanden wissen wollte.
Die einzelnen Ausgaben von Sterns Stunde, die fast immer den Untertitel Bemerkungen über… trugen, seien „nur zu oft auch Jeremiaden“ (i. e. Klagelieder) „über den menschlichen Ausbeutungs- und Zerstörungstrieb“ gewesen und doch hätten sie ihm neben aller Kritik auch „hohe Publikumsgunst“ eingebracht. Fachleute wie Förster oder Jäger, an deren Verantwortung zu appellieren er nicht müde wurde, machte er sich selten zum Freund, ebenso wenig wie „vermeintliche Tierfreunde und vermeintliche Fortschrittsgläubige“.
Der erste seiner vier Filme im Jahr 1971, der zu einem seiner „Markenzeichen“ wurde, befasste sich mit dem Hausschwein. Gefragt, was er mit diesem Film „anders gemacht“ und beabsichtigt habe, meinte Stern, er habe zeigen wollen, „dass der Mensch derjenige ist, der das Schwein zur Sau gemacht“ hätte. Schweine seien „nicht nur hochintelligent“, sondern auch „sehr reinliche Tiere“, aber die „Pferchung“ habe Folgen, die ihnen ihren schlechten Ruf bei Unkundigen einbrachten.

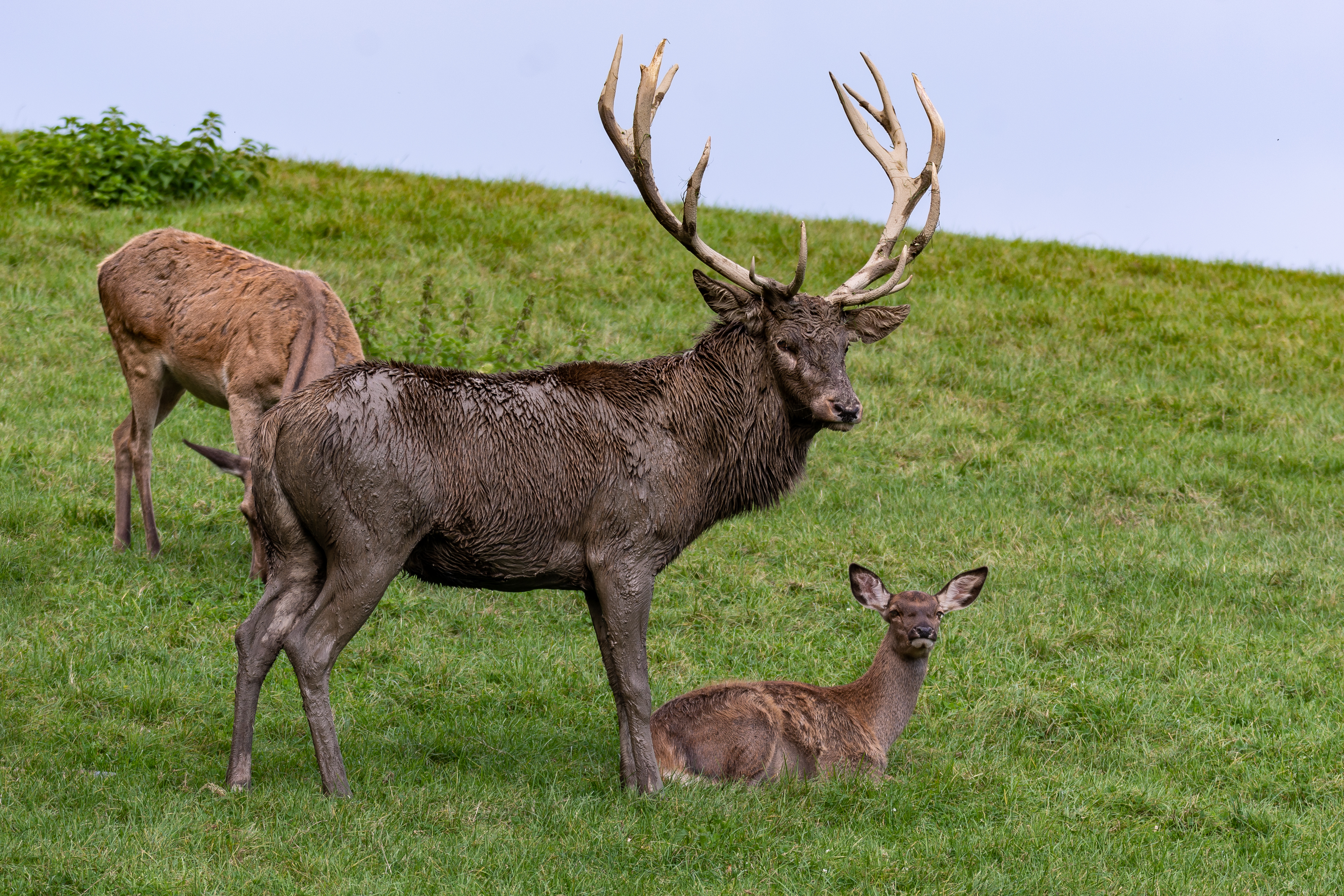
Rothirsch in Altenfelden, Österreich

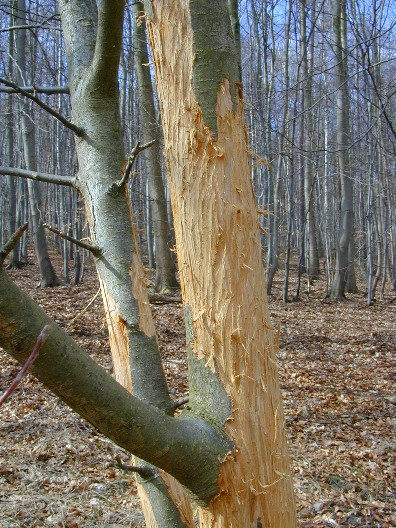
Schälschäden durch Rotwild an einer Weide

Ende des Jahres 1971 sorgte Stern mit den Bemerkungen über den Rothirsch, sein „provokantestes, polemischstes und wirkungsvollstes Journalistenstück“, das ausgerechnet Heiligabend in der ARD ausgestrahlt wurde, für einen Skandal. Der Film schlug „dem ganzen tiernärrischen Fernsehvolk aufs Gemüt“, weil er „zur Rettung des deutschen Waldes“ zum verstärkten Abschuss dieser Tiere aufgerufen hatte. Sein Schlusswort:

„Ich meine, dieses ernste Thema war eine knappe Stunde Ihrer stillsten Nacht des Jahres wert. Man rettet den deutschen Wald ja nicht, indem man ‚O Tannenbaum‘ singt.“

1972 sahen sich die jeweils zuständigen Ausschüsse im Bayerischen Landtag und im Bundestag genötigt, sich mit dieser Sendung zu befassen. Sie führte langfristig zu Reformen im deutschen Jagdrecht und brachte ihm letztendlich die Ehrendoktorwürde der Universität Hohenheim ein. Erst viel später war zu erfahren, dass Stern diesen Sendetermin gar nicht wollte. Vielmehr habe er sich bemüht, das zu verhindern, wie er im Zeitzeugeninterview erzählte. Er sei über die Terminierung „völlig platt“ gewesen und habe Jaedicke gesagt, das könne er „nicht machen“. Der Film fange zwar „wie ein Weihnachtsmärchen“ an, aber das werde „blutig“ und „polemisch“. Daraufhin habe Jaedicke geantwortet: „Wenn jemand an Heilig Abend das Fernsehen überhaupt braucht, um sich in weihnachtliche Stimmung zu versetzen, dann soll er das ZDF anschalten, da singen die Regensburger Domspatzen – wir senden das.“ 1973 erschienen zu Weihnachten seine Bemerkungen über den Schmetterling und diesmal habe er ein „Weihnachtsgeschenk“ gemacht, weil er, wie er sagte, „bei den Leuten nicht ewig als Weihnachtsschänder in Erinnerung bleiben“ wollte.
Ende 1978 ging ein Zweiteiler über Tiere in der Pharmaforschung auf Sendung. Dafür erhielt er „Schmähbriefe“. „Viele Bilder“, sagte Stern dazu, bedürften eines „relativierenden Kommentars“, der aber „völlig in den Wind gesprochen“ sei, „wenn die Bilder so stark sind, dass sie die Gefühle der Zuschauer total überschwemmen und […] nur noch Empörung aufwallt“. Das sei „die Gefahr, die in diesem Medium steckt“. Diese Filme seien „das Ernsthafteste“ gewesen, was er „je im Fernsehen gemacht“ habe. In Deutschland sei es ihm nicht gelungen, eine Pharmafirma für eine Zusammenarbeit zu gewinnen. So sei er „in die Schweiz“ gegangen und nach langen Verhandlungen mit Ciba-Geigy einig geworden. Nach der Sendung seien „ganze Stöße“ an empörten Leserbriefen gekommen, in denen er „nur beschimpft“ und als „Knecht der Pharmaindustrie“ verunglimpft worden sei. Er habe „mitnichten die Sadisten im weißen Kittel“ vorgeführt, sondern sich wie immer an den Fakten orientiert. Er habe „auf einmal“ dagestanden „wie der Verräter“ an seiner „eigenen Sache“.
Anfang 1979 wurden Sterns Stunden mit seinen Bemerkungen über Gemsen eingestellt. Er habe, so sagte er später, „beinahe alles gesagt“, was er „meinte sagen zu sollen“. Hätte er weiter gemacht, hätte er „Kompromisse“ machen müssen und das wollte er nicht. Den Ausstieg habe er „auch nie bereut“.
Das Magazin Der Spiegel ließ verlauten, Stern habe sich „enttäuscht von der mangelnden Wirkung seiner Berichterstattung aus dem Fernsehgeschäft“ zurückgezogen. Stern selbst klang anders, als er seine Erlebnisse bei einer Autogrammstunde zusammenfasste: „Wenn es soweit ist, dass alte Damen dir die Hände küssen und in dir einen Franziskus sehen, dann bist du auf dem völlig falschen Dampfer.“ Irland sei dann sein selbstgewähltes „Fernsehexil“ gewesen.
Fast 20 Jahre nach seinem letzten Film gelang es Spiegel TV 1997, ihn noch einmal zum Fernsehen zurückzuholen. Der Nationalpark Bayerischer Wald war vom Borkenkäfer befallen. Da er die „Entstehung dieses einzigartigen deutschen Urwaldes vor 25 Jahren publizistisch mit voran“ trieb, habe er sich nun, wie er sagte, „nicht der Pflicht entziehen“ können, dem Nationalpark „in einer seiner schwersten Krisen beizustehen“. Herausgekommen sei bei der Reportage im Auftrag von Spiegel TV ein „wortreiches Plädoyer für das Nichts-tun“, weil dem Wald nach seiner Überzeugung nur auf diese Weise „geholfen werden“ könne.
Im Jahr 2001, beim 16. Internationalen Dokumentarfilmfestival in München, wurden vier Episoden von Sterns Stunde gezeigt. Das Online-Filmmagazin artechock hat den Begleittext archiviert. Sterns Filme seien, so heißt es dort, „im Stil pointiert, provokativ, ironisch bis polemisch, im Ergebnis aber immer präzise und gut recherchiert“. Seine „oft zugespitzte[n] Schlußfolgerungen“ hätten zwar „heftige Zuschauerdiskussionen“ ausgelöst, ihm sei aber „in seiner 40 jährigen publizistischen Karriere […] niemals ein justiziabler Fehler unterlaufen“. Man komme nicht umhin, aus seinen Berichten „zu dem Schluß [zu] gelangen, daß der Mensch sich offensichtlich als Krone der Schöpfung begreift und alle anderen Lebewesen seinen Nützlichkeitserwägungen unterordnet“.
Anfang des Jahres 2002 organisierte das Fernsehmuseum der Z-Bar in Berlin-Mitte eine seiner Veranstaltungen, mit denen „besondere Momente aus der vierzigjährigen deutschen Fernsehgeschichte“ veröffentlicht werden sollten. Dieser Abend war dem Motto Tierfilme als Propaganda gewidmet. Der Biologe Cord Riechelmann berichtete darüber in einem Essay in der FAZ. Tierfilme seien, so Riechelmann, „in den meisten Fällen keine Dokumentation, sondern furchtbarste Fiktion“. Als Beispiel war der Film Salzhölle der Flamingos von Vitus B. Dröscher ausgewählt worden, der in der seinerzeit beliebten Serie Dröschers Tierleben „Mitte der neunziger Jahre bei Sat.1 lief“. Die Veranstalter „stellten Dröscher den Journalisten Horst Stern gegenüber“ und seien damit in ein „medienhistorisches Erinnerungsloch“ gefallen: „Kaum jemand des überwiegend jüngeren Publikums kannte Horst Stern.“ Da er mit seinen Sendungen „Einschaltquoten wie Peter Alexander“ erreicht hätte, müsse eine Sendung über Tiere nicht zwangsläufig „unterhalb jedes wissenschaftlichen Kenntnisstandes“ bleiben, meinte Riechelmann. Stern habe „Maßstäbe des seriös recherchierten Naturjournalismus“ gesetzt, doch „leider […] selbst in den öffentlich-rechtlichen Anstalten keine Schüler gefunden“.
In ihrem Hörfunk-Porträt anlässlich seines 80. Geburtstages kam Irene Klünder zu dem Schluss, die „Versöhnung von Mensch und Natur“ sei „noch immer seine Sehnsucht, über 20 Jahre, nachdem er seine letzte Sterns Stunde gemacht hat“. Zu seinem 90. Geburtstag zitierte das Magazin Der Stern den Journalisten, er habe „den Menschen den Charakter ihrer Gesellschaft vorführen wollen“. Resigniert fügte er hinzu: „Aber man hat mich unterm Strich für einen Tierfilmer gehalten.“

### Natur- und Umweltschutz
Umwelt-, Natur- und Artenschutz beschäftigten Stern bereits zu einer Zeit, als diese Begriffe längst noch nicht „in den Köpfen der Mehrheit“ waren, obwohl es, mindestens für den Naturschutz, entsprechende Gesetze lange schon gab. Für den Südwestrundfunk war Stern der „Vater des Naturschutzes“. Eine seiner frühen Warnungen, „sterbende und aussterbende Tiere“ seien „Warnlampen eines defekten biologischen Systems“, findet sich Ende 1973 im Magazin Der Spiegel. Das Essay setzte Stern in ein Verhältnis zu seinen zeitgenössischen Mitstreitern. Zu ihnen gehörte unter vielen anderen Bernhard Grzimek ebenso wie Heinz Sielmann, die sich jedoch ganz anderer Stilmittel bedienten. Stern war ein Meister des Wortes, seine „Sprache und pointierte Kritik“ habe ihm „den Ruf eines Kronzeugen für die ökologische Bewegung“ eingebracht.
Wenn Stern sich auch sehr viel mit Tieren befasst hatte, war es ihm immer zugleich um das große Ganze gegangen, um die Zusammenhänge zwischen der Natur und ihren Bewohnern, allerdings begrenzt auf Deutschland. Hocke meinte im Zeitzeugeninterview gar, das, was „am meisten hängen geblieben“ sei, sei seine „Beschäftigung mit dem Wald“ gewesen. Stern bezeichnete den Wald als sein „Lebensthema“ und war überzeugt, „dazu beigetragen“ zu haben, „dass die Verfichtung“ des Waldes in Deutschland zurückgegangen sei.
Von 1972 bis 1979 war Stern „Naturschutzbeauftragte[r] für den Landkreis Lindau“. Zu dieser Nebentätigkeit war er auf eine besondere Weise gelangt. Er wohnte damals mit seiner Familie am Bodensee, gegenüber der Halbinsel Wasserburg. Die Wasserburger Bucht stand unter Naturschutz. Stern las regelmäßig den Rechenschaftsbericht, der jedes Jahr vom „Oberforstdirektor“ erstellt und veröffentlicht wurde. Da dieser Bericht in krassem Widerspruch zu Sterns täglichen Beobachtungen stand, schrieb er schließlich einen zornigen Leserbrief und bezeichnete die Wasserburger Bucht als eine „Kloake“. Der damalige Landrat, der „die Bedeutung der Ökologie im politischen Feld heraufdämmern“ sah, habe daraufhin eine Nachfolge für den Posten des Naturschutzbeauftragten gesucht und ließ Stern bitten, sich einer Wahl zu stellen. Er folgte der Bitte, verlor aber nicht viele Worte:

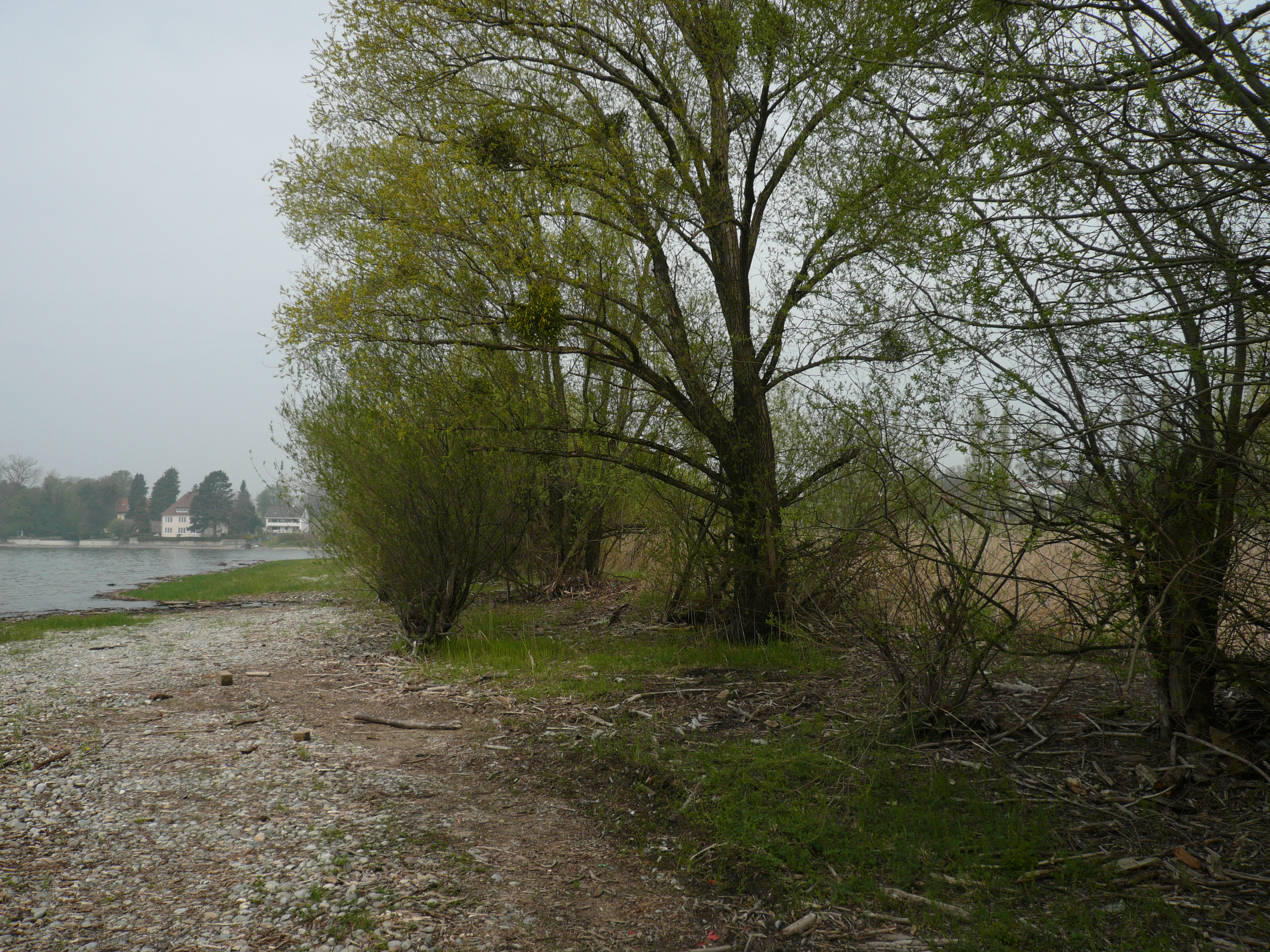
Im Naturschutzgebiet Wasserburger Bucht, 2013

„Meine Damen und Herren, wenn Sie einen Naturschutzbeauftagten [sic] suchen, wie Sie ihn haben, dann lassen Sie die Finger von mir. Mit mir kriegen Sie nichts als Ärger. Ich werde die Dinge beim Namen nennen, und ich werde sie auch dann beim Namen nennen, wenn sie dem einen oder anderen unangenehm sind.“

Er wurde gewählt und habe das auch „nie bereut“, obwohl er sich mit seinen Bemühungen, die Bucht zu sanieren, den Ärger der Bevölkerung einhandelte, weil das „nur unter Aussperrung der Öffentlichkeit“ möglich gewesen sei.
1975, mitten in seiner Amtszeit als Naturschutzbeauftragter, gründete Stern gemeinsam mit 20 weiteren Umweltschützern den Bund für Umwelt und Naturschutz Deutschland. 1982 beteiligte er sich gemeinsam mit über 400 Mitstreitern daran, die Deutsche Umweltstiftung ins Leben zu rufen, die heute als größte Bürgerstiftung in Deutschland gilt. Stern war darüber hinaus einer der Mitinitiatoren des Ökologischen Jagdverein Bayern e. V. (ÖJV Bayern) und Teilnehmer an dessen Gründungsversammlung im Münchner Hofbräuhaus am Hubertustag 1988.

### Autorschaft
Schon in der Schule hatte sich eine besondere „sprachliche Begabung“ gezeigt. Es hieß, Stern schreibe „auch seine Deutschlehrer noch an die Wand“. Dieses Talent entfaltete er in seiner Berufsarbeit zunächst bevorzugt in seinem Kampf für den Umwelt- und Artenschutz. André Jahnke bezeichnete ihn in diesem Zusammenhang als „wortgewandte[n] Provokateur“, der auch vor „drastischen Vergleichen“ nicht zurückschreckte, um „vor dem gedankenlosen Umgang mit der Natur“ zu warnen. Neben seinen Medienbeiträgen nutzte Stern auch andere Gelegenheiten, auf sein Anliegen aufmerksam zu machen. Nach der Laudatio von Manfred Fuhrmann anlässlich der Verleihung des Bayerischen Naturschutzpreises bedankte er sich mit einem wissenschaftsjournalistischen Vortrag unter dem Titel Mut zur Emotion. Ein Jahr später dankte er für die Verleihung des Bodensee-Literaturpreises der Stadt Überlingen mit einer Anspielung auf seine Liebe zur Literatur: Haben Sie’s nicht ’ne Nummer kleiner, Thomas Mann? Seiner Rede zur Eröffnung der Ausstellung Jugend und Umwelt 1977 im Deutschen Museum in München gab er den Titel Bitter und zornig. Später, besonders nachdem er im Jahr 1984 nach Irland ausgewandert war, fanden seine sprachlichen Talente und sein literarisches Interesse in Büchern und Kurzgeschichten einen Ort.

#### Zeitschriften
Naturwissenschaftliches Interesse und sprachliches Talent verknüpften sich zu ganz eigenem Stil, mit dem Stern Position und Haltung markierte. 1980 gründete er nach dem „Ende seiner Fernsehkarriere“ die Zeitschrift natur und war „bis 1984 deren Herausgeber und Chefredakteur“. Dabei war ihm vom „alte[n] Ringier“, und das sei „einmalig in der Branche“ gewesen, in seinem Vertrag zugestanden worden, „Anzeigen etwa der Großchemie oder von Atomkonzernen abzuweisen“. Als später „die Söhne die Geschäftsleitung übernahmen“, sei es zum „Zerwürfnis“ gekommen, weil sie „mehr boulevardjournalistischen Biß“ gewollt hätten. Stern „warf das Handtuch“. Im Jahr 2012 stellte die Zeitschrift Sterns erstes Editorial online:

„Es darf gedacht werden in NATUR. Nicht nur die Hybris, auch die Hoffnung liegt ja in unserem Denkvermögen begründet. Ich bin sicher: Es wird sich in unserem parasitären Umgang mit der Natur nur dann etwas zum Besseren ändern, hin zu ihrer Schonung durch die Erkenntnis unserer Mitgeschöpflichkeit, wenn der rational gefasste, argumentativ bewiesene Gedanke politisch mehrheitsfähig wird, daß wir Menschen im Kreis der pflanzlichen und tierischen Gestalten nicht grundsätzlich anders, sondern nur grundsätzlich andersartig sind: daß unser Verwandtschaftsgefälle hinunter zu einer Kolibakterie beweisbar kürzer ist als das hinauf zu einem Gott, für dessen Ebenbild wir uns halten. Wir sind als Art biologisch unentrinnbar ein Teil der Natur – lebend an ihr Leben, leidend an ihr Leiden, sterbend an ihr Sterben gebunden.“

Die Entstehungsgeschichte der Zeitschrift war charakteristisch für Sterns Projekte. Unter anderem erzählte er sie ausführlich im Zeitzeugeninterview. Auf der Suche nach einem neuen Verlag für sein Buch über die Spinnen lief Stern in Zürich Adolf Theobald über den Weg, der damals „Redaktionsdirektor bei Ringier“ gewesen sei. Theobald hatte Zeitschriften wie Capital und Twen „erfunden“ und „der Erfolg von GEO“ habe ihm „keine Ruhe“ gelassen. Er plante ein konkurrierendes Blatt, das er BIO nennen wollte. Dafür versuchte er, Stern zu gewinnen. Der zögerte. Wenn, dann wollte er nicht irgendein Blatt machen, sondern etwas über „politische Ökologie“. Er bekam „freie Hand“, „einen Grafiker und einen Redakteur“, das nötige Geld und das „Recht […], gegen Anzeigen“ sein „Veto einzulegen“. Als nach der sogenannten Nullnummer eine „verkaufte Auflage von 180.000 mit 130.000 Abonennten“ (sic!) innerhalb von vier Jahren vorausgesagt war, habe Stern „Angst vor“ seiner „eigenen Courage“ bekommen und wollte aufgeben. Theobald drohte damit, alternativ die Zeitschrift BIO herauszubringen, die Stern für eine „Klamotte“ hielt. Damit habe Stern, wie er sagte, „in der Falle“ gesessen und nun doch zugesagt. Natur wurde gegründet und erhielt in ihren Anfängen den Untertitel Horst Sterns Umweltmagazin. Nach vier Jahren hatte sie die vorhergesagte Auflage. Damit sah er seine „Pflicht erfüllt“, ging und hinterließ „eine gut funktionierende Redaktion“.
Neben seiner Tätigkeit für die Zeitschrift Natur ist Stern zeitweise Chefredakteur der Zeitschriften gute fahrt und Unterwegs gewesen und Herausgeber des Magazins Yacht. Als er das Magazin Yacht übernahm, habe er „noch nie ein Segelboot aus der Nähe gesehen“, aber „gemerkt“, dass er sich „in diesem Blatt nicht würde halten können“, wenn er „nicht selbst das Segeln lernte“. Also machte er die nötigen Segelscheine und schaffte sich ein eigenes Boot an, das er „im Mittelmeer lange gesegelt“ habe. Sein Verdienst sei es gewesen, die Yacht „aus dem Fahrwasser des deutschen Seglerverbandes herausmannövriert (sic!) und sie zu einem eigenständigen, selbständigen Blatt gemacht“ zu haben. Auch gute fahrt habe er „aus einer absoluten Abhängigkeit von Wolfsburg befreit“.
Unregelmäßig schrieb er in vielen verschiedenen Zeitschriften einzelne Beiträge und eine Zeit lang regelmäßig Kolumnen für die Die Zeit und für Die Woche. Unter seinen vielen Einzelbeiträgen findet sich mitunter Ungewöhnliches. Dazu gehört sein Aufsatz über den Bestseller Watership Down von Richard Adams, der 1972 unter dem deutschen Titel Unten am Fluss erschienen war. 1975 wurde er unter dem ketzerischen Titel Haben Kaninchen einen Gott? im Spiegel veröffentlicht. In der ihm eigenen Art, mit der er sich konsequent gegen die „Vermenschlichung der Tiere“ wandte, übte er einerseits harsche Kritik an dem Buch, andererseits aber habe „es trotz all seiner Unvereinbarkeiten verdient, […] in den Kaninchenhimmel zu fliegen und dort unsterblich zu werden“.

#### Bücher
Horst Stern ist Autor zahlreicher Bücher. Einige verfasste er gemeinsam mit Autoren, die sein Anliegen teilten. Lauter Viechereien gehört zu seinen frühen Werken, das er 1957 zusammen mit Wolfgang Bechtle schrieb. Über die Spinnen hat er 1975 mit dem Zoologen und „Spinnenforscher“ Ernst Kullmann unter dem Titel Leben am seidenen Faden veröffentlicht. Stern hatte „drei Jahre über Spinnen gearbeitet“ und dieses Buch war ihm „wichtig“, weil es für ihn „der Übergang vom Journalismus zur Literatur“ war. Weil der Verlag nach 12.000 verkauften Exemplaren keine Neuauflage wagte, habe er sich „die Rechte von Bertelsmann zurückgeben“ lassen und auf eigene Faust einen neuen Verlag gesucht. Zunächst konnte er 1981 den Kindler-Verlag gewinnen und auch Franckh-Kosmos war 15 Jahre danach mutiger als seinerzeit Bertelsmann. 1979 entstand mit Kurt Blüchel und Heinz Sielmann Naturwunder Deutschland und noch im selben Jahr mit Wolfgang Dietzen, Wolfgang Schröder und Frederic Vester Tiere auf Wohnungssuche, herausgegeben von Rudolf Schreiber,.
Daneben finden sich zahlreiche Werke, die ihm die alleinige Autorschaft zuweisen. Darunter nimmt seine Reitlehre mit dem Titel So verdient man sich die Sporen insofern einen besonderen Platz ein, als sie zwar bereits 1961 erstmals erschien, dann aber nach über 50 Jahren und 20 Auflagen im Jahr 2015 als Erfolgs-Reitlehre noch einmal neu aufgelegt wurde. Sie geht auf einen persönlichen Wunsch von Rolf Keller zurück, der als damaliger Chef des Kosmos-Verlages darüber klagte, dass er „als alter Reiter“ im eigenen Verlag nicht ein Reiterbuch finde. Stern sollte ihm eine Reitlehre schreiben und der sei „ja immer für so etwas zu haben“ gewesen. 1997 erzählte er Ludwig Fischer die Entstehungsgeschichte. Der Verleger, der Fotos in dem Buch haben wollte, schickte Stern nach Hannover, wo er sich bei einem „Stiefelschneider“, der seine Werkstatt gegenüber der „ehemaligen Kavalleriereitschule Hannover“ hatte, „Maßstiefel machen lassen“ sollte. Auch ein „Hosenschneider“ sei bemüht worden, damit er „Reithosen“ bekomme – das „sollte alles seinen Schick haben“. Stern allerdings sei sich vorgekommen wie in einem „Faschingskostüm“. Dann stellte Keller ihm einen Reitlehrer zur Seite und er bekam Einzelunterricht – auf dem Pferd des Verlegers. Der Reitlehrer „kam von der Reiter-SS, ein Kommißknochen durch und durch“, und Stern sei in seinem „Leben oft angebrüllt worden, aber nie so wie da auf dem Pferd“. Das sei „das Geheimnis des Erfolges dieses Buches“ gewesen. Abends nach dem Reitunterricht habe er geschrieben. Und gelesen, „alles, was es über dieses Tier gab“, auch über die „Geschichte des Pferdes, Dressur und Ethologie“.
Im Jahr 1984 wechselte Stern vom Journalismus zur Literatur, nachdem er bereits in der Kriegsgefangenschaft erste Gedichte und Belletristik verfasst hatte. Damit habe er sich „freigemacht von diesem journalistischen Zwang“, der ihn „ein Leben lang beherrscht“ und ihn genötigt habe, sich mit Fragen von Auflagensteigerung oder auch seiner Beweispflicht zu befassen, falls eine seiner Behauptungen „justitiabel“ würde. Nun machte er „mit Romanveröffentlichungen auf sich aufmerksam“. „Seine Werke, ‚Mann aus Apulien‘ (1986), ‚Jagdnovelle‘ (1989) und ‚Klint – Stationen einer Verwirrung‘ wurden von manchen Kritikern als literarische Stern-Stunden empfunden“. Diese Einschätzung wurde nicht immer geteilt.
Insbesondere sein Roman Klint (1993) zog Kritik auf sich. Das Literarische Quartett unter Leitung von Marcel Reich-Ranicki widmete sich ausführlich Sterns Roman, dessen Protagonist Klint an der Umweltzerstörung verzweifelt und schließlich erkrankt. Von Reich-Ranicki ist zu erfahren, dass der Kindler Verlag das Buch zunächst angenommen, dann aber „im letzten Moment abgelehnt“ habe. Das Buch sei „gescheitert“, darin waren sich die Literaturkritiker einig. Und doch versuchte Reich-Ranicki eine Ehrenrettung: Es gebe eine „ganze Anzahl von Episoden, die grandios geschrieben sind. Schreiben kann der.“ Aber Stern sei ein „merkwürdiger Außenseiter“ und die „Umweltproblematik“ eigne sich nicht „so besonders […] für belletristische Werke“. Das am meisten von den Menschen „missbrauchte“ Tier, so Hellmuth Karasek, sei für Stern das Pferd gewesen und ihm schien, als habe das Stern veranlasst, dieses Tier zum „Kern“ der Geschichte zu machen – allerdings in einer Weise, die Karasek „widerwärtig“ fand. Letztendlich kam Reich-Ranicki mit der Kritik über das Buch zu einer Zusammenfassung, die retten sollte, was zu retten war: „Ernst ist es schon und nicht ohne Talent geschrieben, das wollen wir immerhin anerkennen.“ Reiner Luyken hatte Stern in Irland besucht und erfuhr dort:

„Der Roman ist eine Hochrechnung meiner Ängste. In Klint bündeln sich die großen Ängste unserer Zeit, deren Angelpunkt ist, daß der Mensch unter Inkaufnahme der Zerstörung der Welt die Wissenschaft immer weiter treibt. Ich denke, die paar Jahre, die ich habe, wird es ja noch gutgehen. Aber ich fürchte für meine Enkelkinder.“

Die Annahme, das Buch enthalte „autobiografische Teile“, wies Stern zurück. Es handele von der Geschichte, „wie die Zerstörung der Natur einen Menschen zerstören“ könne, aber es sei auch eine „Abrechnung“ mit seinem Beruf gewesen, denn er habe „harte Urteile über den Journalismus gefällt“.
Sterns sieben Jahre zuvor erschienener Roman Mann aus Apulien (1986) über Kaiser Friedrich II. fand ein positiveres Echo. Der Philologe Theo Stemmler verfasste im Magazin Der Spiegel eine Rezension, die bereits mit ihrem Titel Friedrichs Sternstunde Zustimmendes erwarten ließ. Mit diesem Roman sei Stern „in eine Arena“ mit „Größen“ wie Robert Graves und Marguerite Yourcenar gestiegen. An ihnen müsse er sich „messen“ lassen. „Wir erleben einen neuen, ganz anderen Friedrich“, schrieb Stemmler, und „erstaunt, vielleicht sogar ungläubig“ könne „der Leser“ eine „Kehrtwendung Friedrichs am Ende eines langen Weges“ verfolgen. Durch „die Ich-Erzählung“ wirke der „Text immer direkt, persönlich, lebendig“. Weil Stern auch schon in diesem Roman sich sexueller Anspielungen nicht enthalten konnte, kam Stemmler nicht umhin, auch Kritisches verlauten zu lassen. Gleichwohl findet er zusammenfassend zu einem Kompliment. Solche „leichten Geschmackstrübungen“ störten „das Vergnügen am Ganzen nur wenig“ und einen „Vergleich mit den anerkannten Meistern der fiktiven Autobiographie“ könne Stern „gut aushalten.“
Seine Jagdnovelle entstand, nachdem Stern seinen ursprünglichen Plan aufgegeben hatte, aus dem Stoff einen Spielfilm zu machen. Sie habe sich „gut verkauft in Amerika“ und sei „hübscher“ als die deutsche Ausgabe gewesen. Nicht ohne Stolz berichtete er im Zeitzeugeninterview, wie der New Yorker geschrieben habe, dass der Band „den Jagdmythos eines Ernest Hemingway zerstört hätte“.
Als letztes seiner belletristischen Werke wurde 1994 ein kleiner Lyrikband mit dem Titel Kopfliebe herausgegeben. Die Gedichte stammen aus den 1990er Jahren, auch wenn er erste Lyrik schon in der Kriegsgefangenschaft verfasst hatte. Er brauche „das manchmal“, sagte er. „Lyrik zu schreiben“ sei „ein Erlebnis ganz besonderer Art“.

### Stern und die Medien

#### Medienschaffender
Ludwig Fischer verglich Stern mit den „großen Figuren des bundesdeutschen Journalismus“ wie Henri Nannen, Rudolf Augstein und anderen, zu denen er „ohne Zweifel gehört“ habe. Anders als sie, deren Name stets mit einem bestimmten Blatt verbunden war, habe es aber „den Anschein“ gehabt, Stern wäre „der mediengeschichtlichen Entwicklung“ in Deutschland gefolgt und hätte die „darin enthaltenen Chancen“ genutzt, um für seine Sache „optimale […] Wirkungsmöglichkeit“ zu erreichen. Beginnend in einer Tageszeitung sei er „in Zeiten der diversifizierten (i.e. vielfältigen Anm.d.Ref.) Presselandschaft als Chefredakteur und Herausgeber mehrerer Fachzeitschriften“ tätig gewesen, um dann zum Rundfunk zu wechseln, der „Ende der fünfziger Jahre“ das „breitenwirksamste Massenmedium“ war. Seit „Mitte der sechziger Jahre“ die „Haushalte flächendeckend mit der ‚Flimmerkiste‘ ausgestattet“ waren, ließ er sich „schließlich […] auf das Fernsehen“ als nun „definitiv öffentlichkeitsprägende[s] Leitmedium“ ein. Darin allerdings, so ergänzt Fischer, „eine geheime medienhistorische Konsequenz und Geradlinigkeit […] ausmachen zu wollen“, wäre nicht angemessen, denn das „würde Sterns Laufbahn in keiner Weise gerecht“.

#### Objekt der Medien
Stern war in seiner aktiven Zeit in Deutschland eine Art Medienstar. Er hatte zahlreiche Anhänger, aber auch Kritiker und Gegner. Manche hatte er sich mit seiner, oft in aller Schärfe vorgetragenen Anprangerung von Missständen gar zum Feind gemacht. Ein ganzes Berufsleben lang in der Medienlandschaft tätig, war er selbst oft zum Gegenstand der Aufmerksamkeit seiner Kollegenschaft geworden. Zwar stand er gern mit seinem Anliegen im Rampenlicht, nicht aber als Person. Und so beklagte er 1998 im Zeitzeugeninterview bei Thomas Hocke, „eine Art öffentliches Eigentum geworden“ zu sein.
Medialer Zuspruch richtete sich in der Regel auf seine beruflichen und in Qualität und Quantität beachtlichen Beiträge. Kritik aber nahm gern seine Person ins Visier und scheute sich gelegentlich auch nicht, den Anstand zu verlieren. Manche „protestierten gegen den ‚Schweine-Kolle‘ und ‚Sadisten‘, den man seiner ‚abwegigen Gefühle‘ wegen ‚ins Weidloch treten‘ und ‚auspeitschen‘ müsse“. Stern habe, so wird er zitiert, „jenem luxurierenden unangepaßten Wesen“ Mensch „vor Augen“ geführt, „wie es Schweine zur Sau macht und Wildtiere in keksfressende Karikaturen verwandelt“. Er habe „der materiell orientierten Wohlstandsgesellschaft den Spiegel vor Augen“ gehalten „und konfrontierte sie mit der Art und Weise, wie sie mit den Tieren umging“. Damit hatte er zwar die gewünschte Aufmerksamkeit erregt, sich aber eben auch den Zorn eines Teils seiner Zuschauer zugezogen.
In der Regel blieb Stern in seinen Sendungen stets ganz den Fakten verpflichtet. Nur in seltenen Ausnahmefällen ließ er einmal „ganz Persönliches“ einfließen, etwa 1964, als er im Schulfunk über das Meer berichtete und ausführlich beschrieb, wie er als Kriegsgefangener auf dem Transport in die USA in eine, wie man heute sagt, Monsterwelle geriet: „Fürchterlich, grauenhaft und irgendwie urweltlich“.
Stern war trotz all seiner vielseitigen Interessen stets daran gelegen, dass er nur machte, was er sich mindestens zutraute, lernen zu können. Die eigenen Grenzen anzuerkennen war ihm wichtig. So habe ihn sein Freund Dieter Hildebrandt einmal gebeten, in seinem politischen Kabarett Scheibenwischer aufzutreten. Das lehnte Stern ab und war überzeugt, Hildebrandt habe ihm das lange „ein bißchen übel genommen“.

### Rückzug aus der Öffentlichkeit
1984 zog sich Stern aus seiner journalistischen Arbeit nach Irland zurück und widmete sich dort seinen schriftstellerischen Vorlieben. Über diesen Rückzug berichteten die Medien Verschiedenes. Die Online-Magazine Focus und Stern bezogen sich auf ein früheres Interview und berichteten, er habe damals „resigniert“ gewirkt, weil er „seine hochgesteckten Ziele nicht erreicht“ hätte. „Nichts“ habe sich geändert, „die Legebatterien sind nicht kleiner geworden, die Kälber stehen noch in der Dunkelbox, die Tierquälerei hat sogar zugenommen.“
Dem steht ein Interview entgegen, das Reiner Luyken mit ihm 1993 in Irland für die deutsche Wochenzeitung Die Zeit geführt hatte. Stern wirkte ärgerlich darüber, wie sein Rückzug interpretiert wurde: „Ich war immer stolz auf meinen Beruf, auf meinen Status als Journalist und jetzt heißts, der Alte hat resigniert. Ein Mann gibt auf. Damit werde ich jetzt durch die Medien geschleppt. Dabei tue ich nur, was zutiefst menschlich ist, nämlich kontemplativ leben.“ Luyken muss Stern alles andere als resigniert erlebt haben, wenn er seinen Bericht mit dem Hinweis enden ließ, Stern sei „immer noch von der Lust besessen, gegen den Strom zu schwimmen.“
Im Zeitzeugeninterview erwähnte Stern die Motive für seinen Aufenthalt in Irland: „Ich wollte Kilometer zwischen mich und diesen (sic!) öffentlichen Ansprüchen an mich legen. Das war der Hauptgrund.“ Es habe viele gegeben, die ihn für ihre Zwecke hätten einspannen wollen, und wenn er ablehnte, sei er „beschimpft“ worden. Da er aber überzeugt war, er habe seine „Pflicht gegenüber der Öffentlichkeit erfüllt“, wähnte er sich im „Recht, auch mal kürzer zu treten“.
Manchmal wirkte Stern verärgert, wenn als neu gepriesen wurde, was er aufgrund seiner Filme als längst bekannt voraussetzte. So schimpfte er 1997 über die Verleihung der Goldenen Kamera wegen eines Films über Tiertransporte: „Darüber sollten wir nochmal reden, daß heute die junge Generation alles neu entdeckt, was ich ihnen schon vor 20 Jahren gezeigt hab“. Stern bezog sich auf die Goldene Kamera 1996, die Manfred Karremann als besten Dokumentarfilmer ehrte. Ein Jahr später sagte er im Zeitzeugeninterview, als Thomas Hocke ihn nach seiner Wirkung fragte: „Ich hab eigentlich immer nur in den Köpfen und Herzen der Ohnmächtigen etwas bewirkt, in den Köpfen der Mächtigen so gut wie gar nichts.“
Seit seiner Rückkehr nach Deutschland im Jahr 2000 habe Stern „Fernsehsender und Presse“ gemieden und „jegliche Interviewwünsche“ abgelehnt – vermeldete unter anderem der Focus in seinem Onlineangebot. Anlässlich seines 90. Geburtstags teilte eine „Sprecherin der Stadt Passau“ mit, er wolle „nicht in die Öffentlichkeit und seinen Ehrentag in Abgeschiedenheit feiern“. Horst Stern starb im Januar 2019 im Alter von 96 Jahren.

## Schriften (Auswahl)

### Sachliteratur
- mit Wolfgang Bechtle: Lauter Viechereien. Geschichten von Tieren mit Familienanschluss. Franckh, Stuttgart 1963 (Erstausgabe:  1957).
- Tierisch heiter. Die besten Tierwitze, mit zoologischen Anmerkungen versehen. Delius, Klasing, Bielefeld, Berlin 1960.
- So verdient man sich die Sporen. Kosmos, Stuttgart 2015, ISBN 978-3-440-14476-3 (Originaltitel: So verdient man sich die Sporen. Reiten lernen, wie es selten im Buche steht. Erstausgabe: Franckh, Stuttgart  1961).
- Mit Tieren per Du. In Tierkunde eine eins. 4. Auflage. Maier, Ravensburg 1974, ISBN 3-473-39146-8 (Erstausgabe: Franckh, Stuttgart  1965, Die Buchausg. d. Funkvorträge).
- Gesang der Regenwürmer und andere Kuriosa. Erzählt streng nach der Natur. 13 neue Funkvorträge. Franckh, Stuttgart 1967.
- Horst Stern: Stern für Leser. Tiere und Landschaften. Franckh, Stuttgart 1973, ISBN 3-440-04017-8.
- Mut zum Widerspruch. Reden und Aufsätze. Kindler, München 1974, ISBN 3-463-00595-6.
- mit Ernst Kullmann: Leben am seidenen Faden. Die rätselvolle Welt der Spinnen. Franckh-Kosmos, Stuttgart 1996, ISBN 3-440-07129-4 (Erstausgabe: Bertelsmann, München  1975).
- Rettet den Wald. Aktualisierte Fassung Auflage. Kindler, München 1989, ISBN 3-463-40107-X (Erstausgabe:  1979).
- Rudolf L. Schreiber (Hrsg.): Rettet die Wildtiere. Pro-Natur-Verlag, Stuttgart 1980, ISBN 3-88582-001-3.
- Rudolf L. Schreiber (Hrsg.): Rettet die Vögel – wir brauchen sie. Herbig, München, Berlin 1978, ISBN 3-7766-0872-2 (Erstausgabe:  1978).
- mit Rudolf L. Schreiber, Wolfgang Dietzen: Die Welt unserer Tiere. Springer, Hamburg 1979.
- Ökologie: Waldeslust '79. In: Geo-Magazin. Nr. 9, 1979, ISSN 0342-8311, S. 134–156.
- Kaiserstuhl: Der hässliche Weinberg. In: Geo-Magazin. Nr. 10, 1979, ISSN 0342-8311, S. 130–156.
- Offener Brief auf die Rede, die Bundeskanzler Helmut Schmidt zum Naturschutz in Europa gehalten hat. In: Geo-Magazin. Nr. 12, 1979, ISSN 0342-8311, S. 156–158 (Antwort des Bundeskanzlers Helmut Schmidt: „Sie haben mich gründlich missverstanden.“ In: Geo-Magazin. Nr. 4, 1980, ISSN 0342-8311, S. 148–149.).
- Tierversuche. Rowohlt, Reinbek bei Hamburg 1981, ISBN 3-499-17406-5 (Dieser Bd. enthält d. Originaltexte d. Drehbücher Horst Sterns für d. Film Die Stellvertreter – Tiere in der Pharmaforschung).
- mit Kurt Blüchel, Heinz Sielmann: Naturwunder Deutschland. Die letzten Naturschätze unserer Heimat. Bastei-Lübbe, Bergisch Gladbach 1990, ISBN 3-88703-608-5 (Erstausgabe: Naturalis, München, Köln  1988).
- Bemerkungen über eine Urlaubslandschaft. Bemerkungen über den Rothirsch. Droemer Knaur, München 1989, ISBN 3-426-03989-3.
- Bemerkungen über das Tier im Handel. Bemerkungen über das Hausschwein. Droemer Knaur, München 1989, ISBN 3-426-03990-7.
- Ulli Pfau (Hrsg.): Das Horst-Stern-Lesebuch. Dt. Taschenbuch-Verl., München 1992, ISBN 3-423-30327-1.
- Ludwig Fischer (Hrsg.): Das Gewicht einer Feder. Reden, Polemiken, Essays, Filme. Goldmann, München 1997, ISBN 3-442-72204-7.

### Gedichte und Belletristik
- Obergefreiter Kluncke. In: Der Ruf. Unabhängige Blätter für unabhängige Leser. Band 4, Nr. 6, 15. März 1949.
- Mann aus Apulien. Die privaten Papiere des italienischen Staufers Friedrich II., römisch-deutscher Kaiser, König von Sizilien und Jerusalem, Erster nach Gott, über die wahre Natur der Menschen und der Tiere, geschrieben 1245 – 1250. 1. Auflage. Kindler, München 1986, ISBN 3-463-40010-3.
- Jagdnovelle. 1. Auflage. Knaus, München 1989, ISBN 3-463-40119-3.
- Klint. Stationen einer Verwirrung. 1. Auflage. Knaus, München 1993, ISBN 3-8135-0294-5.
- Kopfliebe. Gedichte. Ed. Pongratz, Hauzenberg 1994, ISBN 3-923313-86-1.

## Filmografie (Auswahl)
- Bemerkungen über die Biene (1970)
- Bemerkungen über das Hausrind (1970)
- Bemerkungen über den Jagdhund (1970)
- Bemerkungen über das Hausschwein (1971)
- Bemerkungen über das Haushuhn (1971)
- Bemerkungen über den Igel (1971)
- Bemerkungen über den Rothirsch (1971)[36]
- Bemerkungen über das Pferd im Zirkus (1973)[85]
- Bemerkungen über den Storch (1973)
- Bemerkungen über eine Urlaubslandschaft (1974)
- Am seidenen Faden – Bemerkungen über die Spinne (1975)
- Bemerkungen über den Hund als Ware (1976)
- Bemerkungen über das Tier im Zoo (1976)
- Bemerkungen über Tiere in der Pharmaforschung (1978)
- Bemerkungen über Gemsen [sic!] (1979)

## Auszeichnungen und Ehrungen
- 1971 Goldener Bildschirm
- 1971 Sonderpreis des Stifterverbands für die Deutsche Wissenschaft beim Adolf-Grimme-Preis für die Regie bei Bemerkungen über die Biene
- 1974 Bayerischer Naturschutzpreis
- 1974 Ehrendoktorwürde der Universität Hohenheim
- 1974 Ludwig-Thoma-Medaille der Stadt München
- 1975 Bodensee-Literaturpreis der Stadt Überlingen
- 1976 Deutscher Kritikerpreis
- 1979 Sonderpreis des Stifterverbands für die Deutsche Wissenschaft beim Adolf-Grimme-Preis für die Regie bei Die Stellvertreter: Tiere in der Pharmaforschung
- 1981 Alexander-von-Humboldt-Medaille
- 2006 Bayerische Staatsmedaille für Verdienste um Umwelt und Gesundheit

## Filmporträt
- Horst Stern – Die ermüdete Wahrheit. Dokumentarfilm, Deutschland, 1991, 45 Min., Buch und Regie: Ulli Pfau, Produktion: Süddeutscher Rundfunk.
- Zeitzeugenportal: Horst Stern: Natur in die Köpfe auf YouTube, 1. September 2011 (Laufzeit: 59:53).